# ایوونیک اینداستریز
ایوونیک اینداستریز (انگلیسی: Evonik Industries) شرکت شیمیایی آلمانی است که در سال ۲۰۰۷ میلادی در آلمان تأسیس شد. این شرکت یکی از حامیان مالی باشگاه فوتبال بروسیا دورتموند است.